# اتحاد الجهاد الإسلامي
اتحاد الجهاد الإسلامي وتُعرف باسم جماعة الجهاد الإسلامي هي منظمة إسلامية متشددة نفذت هجمات في أوزبكستان وحاولت شن هجمات في ألمانيا.

## التاريخ

### جماعة الجهاد الإسلامي
تأسست جماعة الجهاد الإسلامي في مارس/آذار 2002 كجماعة منشقة عن الحركة الإسلامية في أوزبكستان، على يد أعضاء الحركة الذين أرادوا التركيز على أوزبكستان بدلاً من الانضمام إلى "الجهاد العالمي" التابع لتنظيم القاعدة. تحت اسمها الأصلي "جماعة الجهاد الإسلامي"، استقرت الجماعة الجديدة في شمال وزيرستان، واتخذت من مير علي، باكستان، مقرًا لها.
فجّرت جماعة الجهاد الإسلامي سلسلة من التفجيرات في أوزبكستان، بين 28 مارس و1 أبريل 2004، أسفرت عن مقتل 47 شخصًا، وكانت لديها خلايا في قيرغيزستان وأوزبكستان وروسيا. تدرب أعضاء الجماعة في معسكرات في باكستان وكازاخستان. نفّذت جماعة الجهاد الإسلامي تفجيرات السفارتين الأمريكية والإسرائيلية في طشقند ومكتب المدعي العام الأوزبكي في طشقند، أوزبكستان. أُلقي القبض على عدد من أعضاء الجماعة في كازاخستان أواخر عام 2004.

### الانتماء إلى تنظيم القاعدة
في مايو 2005، غيّرت الجماعة اسمها إلى "اتحاد الجهاد الإسلامي". بعد هذه الفترة، أصبحت أقرب إلى تنظيم القاعدة، وحوّلت تركيزها نحو التخطيط لهجمات في باكستان وأوروبا الغربية، وخاصة ألمانيا.

### مجموعة ساورلاند
في عام 2007، أُلقي القبض على ثلاثة من أعضاء الحركة في ألمانيا للاشتباه في تخطيطهم لمهاجمة مطار فرانكفورت الدولي ومنشآت عسكرية أمريكية مثل قاعدة رامشتاين الجوية. كان الأشخاص الثلاثة مرتبطين بشكل مباشر بجماعة الجهاد الإسلامي. في أغسطس 2015، أصدر اتحاد الجهاد الإسلامي بيانًا وصورًا تُظهر عشرات من مقاتليه في شمال أفغانستان يتعهدون بالولاء لزعيم طالبان المعين حديثًا أختر منصور.